# Nem lesz ennek jó vége
Nem lesz ennek jó vége (węg. To nie skończy się dobrze) – siedemnasty album węgierskiego zespołu Bikini, wydany w 2000 roku na MC i CD.

## Lista utworów
1. „Nem lesz ennek jó vége” (2:56)
2. „Jóbarátok” (3:03)
3. „Gyere, szeress még” (4:34)
4. „A múltidéző” (4:58)
5. „Október” (1:17)
6. „Múlhat az idő” (4:27)
7. „Búcsú” (2:41)
8. „Amszterdam” (4:55)
9. „Mondj imát” (4:45)
10. „Egy korsó, egy pohár” (3:42)
11. „Szállj fel magasra” (4:05)
12. „Mindörökre” (4:02)

## Skład
- Lajos D. Nagy (wokal)
- Alajos Németh (gitara basowa, instrumenty klawiszowe)
- Zsolt Daczi (gitara, wokal)
- Viktor Mihalik (instrumenty perkusyjne)
- Dénes Makovics (saksofon)
- Péter Gallai (wokal, instrumenty klawiszowe)